# Massimo Palombella
Massimo Palombella (Torino, 25 dicembre 1967) è un presbitero e direttore di coro italiano.

## Biografia
Ex allievo delle scuole salesiane del Colle Don Bosco, entra nella Congregazione Salesiana. Dopo gli studi di Filosofia e Teologia all'Università Pontificia Salesiana e di Composizione musicale con i maestri Luigi Molfino e Valentino Miserachs Grau, si è diplomato al Conservatorio di Torino.
Il 7 settembre 1996 è ordinato presbitero. Diviene quindi docente di Teologia dogmatica presso la facoltà di Teologia dell'Università Pontificia Salesiana e di Linguaggi della Musica presso la facoltà di Scienze della Comunicazione dell'Università di Roma "La Sapienza".
È stato docente fino al 2011 alla Pontificia Università Salesiana presso la Facoltà di Teologia, di Musica e Liturgia e insegna al Conservatorio Guido Cantelli di Novara nel biennio di specializzazione in Musica Sacra, di Composizione per la Liturgia, Polifonia Romana e Legislazione della Musica Sacra. Inoltre è stato docente di Linguaggi della Musica all'Università di Roma "La Sapienza" e al Conservatorio di Torino, e al Pontificio Istituto di Musica Sacra in Urbe ha insegnato Liturgia. 

### Coro interuniversitario
A partire dalla sua esperienze come maestro di musica dell'Università Pontificia Salesiana e come collaboratore dell'Ufficio per la Pastorale Universitaria, nel 1995 fonda il Coro Interuniversitario di Roma, come "laboratorio" a disposizione degli studenti delle numerose università presenti a Roma, nel quale apprendere l'arte della polifonia, la vocalità e venire a conoscenza diretta con i grandi polifonisti classici della "Scuola Romana". L'impegno formativo nel campo della musica sacra per gli studenti universitari è stato riconosciuto dal patrocinio del Pontificio Consiglio della Cultura concesso nel 2001 dal cardinale Paul Poupard «in considerazione della qualità culturale delle prestazioni del Coro Interuniversitario di Roma e dell'impegno di formazione del complesso musicale», e dalla Medaglia del Pontificato offerta nel 2004 da papa Giovanni Paolo II «al Coro Interuniversitario di Roma, diretto dal Maestro Mons. Massimo Palombella, per il servizio reso al culto divino e alla cultura musicale».

### Orchestra e Coro dei Conservatori di Musica italiani
In occasione della laurea honoris causa conferita il 17 maggio 2003 a Giovanni Paolo II, è stato l'ideatore di un Coro che riunisse i cantori delle Università e dei Conservatori di Musica italiani, e di un'Orchestra formata dai migliori studenti dei Conservatori di Musica italiani. Dal 2004 tale idea è stata promossa dal Ministero dell'istruzione, dell'università e della ricerca (Alta Formazione Artistica, Musicale e Coreutica) che lo ha nominato responsabile dell'Orchestra e del Coro dei Conservatori di Musica italiani in ordine agli incontri del papa con la cultura universitaria europea in Vaticano.

### Direttore alla Cappella Musicale Pontificia "Sistina"
Il 16 ottobre 2010 papa Benedetto XVI lo ha nominato direttore della Cappella musicale pontificia sistina ad quinquennium, succedendo così a mons. Giuseppe Liberto. Ha preso servizio effettivo dal 4 novembre, nella Santa Messa in suffragio dei Cardinali e Vescovi defunti nel corso dell'anno. Il 17 novembre 2015 papa Francesco lo ha riconfermato per un ulteriore quinquennio.
Il 14 gennaio 2017 è stato nominato da papa Francesco consultore della Congregazione per il culto divino e la disciplina dei sacramenti.
Il 17 gennaio 2019, con lettera apostolica in forma di motu proprio di papa Francesco, la Cappella musicale è stata inserita nell'Ufficio delle celebrazioni liturgiche del sommo pontefice; mons. Palombella continua a dirigere il coro, rispondendo direttamente a mons. Guido Marini, contestualmente nominato responsabile della Cappella musicale.
Il 10 luglio 2019 papa Francesco ha accolto la sua richiesta di concludere l'incarico di direttore.

### Direttore della Cappella musicale del Duomo di Milano
Il 14 settembre 2021 è diventato direttore della Cappella musicale del Duomo di Milano, succedendo a don Claudio Burgio. Il 27 giugno 2025 lascia l'incarico al maestro Alberto Sala.

## Caso gestione fondi Cappella Sistina
Il 12 settembre 2018 la Sala stampa della Santa Sede rende noto che da alcuni mesi è in corso un'indagine, condotta dall'arcivescovo Mario Giordana, su alcuni aspetti economico-amministrativi del coro. Le ipotesi di reato riguardano riciclaggio, truffa aggravata ai danni dello Stato e peculato. Durante l'inchiesta emergono anche denunce da parte dei genitori dei Pueri per presunti maltrattamenti da parte del Maestro sui minori.
Alla fine del 2024, è stato condannato in primo grado per peculato, riciclaggio e abuso d'ufficio a 3 anni e 2 mesi di reclusione, 9 mila euro di multa e interdizione dai pubblici uffici per la durata della pena, per reati finanziari commessi durante il periodo in cui era direttore del coro della Sistina, ponendo fine all'inchiesta del caso sulla gestione dei fondi della Cappella Sistina.

## Produzione
Da sempre attento alle nozioni basilari di canto gregoriano e di polifonia in relazione alla tradizione di canto della "Scuola Romana", ha diretto dal 1998 al 2011 la rivista di musica per la liturgia Armonia di voci (Editrice ElleDiCi) in cui ha curato raccolte musicali per il repertorio nazionale del canto liturgico, tra le quali:
- Canti per il tempo di Avvento e di Natale
- Eucaristia: Celebrazione e Culto
- Il tempo di Quaresima
- La celebrazione delle Solennità
- L'attesa del Signore
- Canti ed acclamazioni per la Celebrazione Eucaristica
- Il tempo pasquale
- Le feste mariane
- La solennità del SS. Corpo e Sangue di Cristo
- La Messa dei fanciulli e acclamazioni per la Celebrazione Eucaristica

### Discografia
- CD Sapientiam dedit illi, cd registrato durante il Concerto in onore del XXV di Pontificato e della Laurea Honoris Causa a Giovanni Paolo II (Libreria Editrice Vaticana, 2003); Coro Interuniversitario di Roma insieme ad alcuni cori delle Università e dei Conservatori d'Italia, Orchestra Sinfonica della Provincia di Bari (ICO) e Orchestra Interuniversitaria, dirigono: Gabriele Arrigo, Valentino Miserachs e Massimo Palombella
- DVD Concerto di Natale per la Cultura Universitaria Europea (2005); Coro Interuniversitario di Roma insieme ad alcuni cori delle Università e dei Conservatori del Lazio, Orchestra dei Conservatori di Musica italiani, all'organo: Juan Paradell Solé, dirigono: Valentino Miserachs e Massimo Palombella
- CD Concerto di Natale per la Cultura Universitaria Europea (2005); Coro Interuniversitario di Roma insieme ad alcuni cori delle Università e dei Conservatori del Lazio, Orchestra dei Conservatori di Musica italiani, all'organo: Juan Paradell Solé, dirigono: Valentino Miserachs e Massimo Palombella
- DVD Lorenzo Perosi - "Il Natale del Redentore" e "La Risurrezione di Cristo" (Radio Vaticana, 2007); Coro del Pontificio Istituto di Musica Sacra, Coro Interuniversitario di Roma insieme ad alcuni cori delle Università e dei Conservatori del Lazio, Orchestra del Conservatorio Statale di Musica "Santa Cecilia" di Roma, all'organo: Juan Paradell Solé, maestro coordinatore: Massimo Palombella, dirige: Valentino Miserachs
- DVD Traditio et Confessio. Musica per le Celebrazioni Pontificie (Radio Vaticana, 2007); Coro Interuniversitario di Roma, all'organo: Juan Paradell Solé; dirigono: Domenico Bartolucci e Massimo Palombella
- CD Traditio et Confessio. L'Anno Liturgico nelle Celebrazioni Pontificie (2007); Coro Interuniversitario di Roma, all'organo: Juan Paradell Solé; dirige: Massimo Palombella
- CD Puer natus est nobis. Il tempo di Avvento e di Natale nella polifonia della Scuola Romana e nella tradizione organistica (2007); Coro Interuniversitario di Roma, all'organo: Juan Paradell Solé; dirige: Massimo Palombella
- CD Habemus Papam - Cappella Musicale Pontificia Sistina/Massimo Palombella, 2013 Deutsche Grammophon
- CD Puer natus est nobis, Natale con Papa Francesco - Cappella Musicale Pontificia Sistina/Massimo Palombella, 2014 Deutsche Grammophon
- CD Cantate Domino, La Cappella Sistina e la musica dei Papi - Cappella Musicale Pontificia Sistina/Massimo Palombella, 2015 Deutsche Grammophon
- CD Palestrina, Missa Papae Marcelli (ed. critica)/9 Mottetti - Cappella Musicale Pontificia Sistina/Massimo Palombella, 2016 Deutsche Grammophon
- CD Veni Domine, Advent & Christmas at the Sistine Chapel - Cappella Musicale Pontificia Sistina/Massimo Palombella, 2017 Deutsche Grammophon